# Tomb Raider (trò chơi điện tử 1996)
Tomb Raider là một trò chơi điện tử được phát triển bởi hãng Core Design và được ra mắt bởi Eidos Interactive. Nó được ra mắt đầu tiên vào năm 1996 cho hệ điều hành MS-DOS, các hệ máy PlayStation và Sega Saturn. Tomb Raider dựa trên cuộc truy tìm cổ vật của Lara Croft, một nhà nữ khảo cổ học người Anh trong cuộc tìm kiếm những kho báu cổ như Indiana Jones. Trò chơi đã được đón nhận nồng nhiệt và có ảnh hưởng rất lớn. Các phần tiếp theo của trò chơi đã được ra mắt và đều giành thắng lợi

## Tổng quan

### Cốt truyện

Trong Tomb Raider, Lara Croft săn tìm các mảnh của một tấm bùa được gọi là Scion, mảnh đầu tiên của tấm bùa được tìm thấy trong lăng mộ của Qualopec, Peru.

Câu chuyện bắt đầu ở Los Alamos County, New Mexico. Một vụ thử năng lượng hạt nhân gây ra một trận động đất và phơi bày một thiết bị cổ xưa được chôn dưới sa mạc. Thiết bị được vận hành và để lộ ra một cryonic(một chiếc máy để giữ lạnh người chết). Câu chuyện tiếp tục cho đến ngày nay.
Sau khi Lara Croft trở về từ một cuộc thám hiểm ở Himalayas. Cô đã tiếp xúc với một người Mỹ tên là Larson, người làm việc cho một nữ doanh nhân giàu có tên là Jacqueline Natla, chủ của Natla Technologies. Theo như yêu cầu của bà, Lara bắt đầu một chuyến du hành để tìm lại một di vật huyền bí được gọi là Scion từ ngôi mộ bị mất của Qualopec trong lòng núi Peru. Tuy nhiên sau khi tìm lại thành công đồ vật, Lara đã bị Larson cướp khi anh ta cố gắng giết cô ở ngoài lăng mộ. Ngay tức khắc cô tìm cách khám phá tại sao Natla lại giở trò hai mặt với cô, cô đột nhập vào văn phòng của bà để tìm hiểu sự thật đằng sau di vật, cô nhận ra di vật này còn nhiều mảnh hơn là một. Cô khám phá ra một bản thảo được viết từ thời Trung Cổ mà lộ ra nơi cất giấu mảnh thứ hai của Scion, nó được chôn dưới một tu viện của thánh Francis ở Hy Lạp. Dường như Natla đã gửi Pierre Dupont, một nhà khảo cổ học người Pháp và là đối thủ của Lara để khôi phục mảnh vở từ khu tu viện. Lara và Pierre rượt đuổi nhau xuyên suốt hầm mộ của tu viện để lấy Scion thứ hai. Cuộc chiến dẫn đến đầu lăng mộ của Tihocan, nơi Lara phục hồi Scion thứ hai và giết chết Pierre Dupont. Một vết khắc trong lăng mộ lộ ra rằng Tihocan là một trong 3 người trị vì chung Atlantis. Tại một lúc nào đó một tai họa đã giáng xuống và nhấn chìm lục địa vào biển sâu và phân tán văn hóa của họ khắp thế giới. Qualopec tiếp tục trị vì ở Nam Mỹ, Tihocan ở Hy Lạp và người còn lại ở Ai Cập.
Lara du hành đến Thung lũng của các vị vua ở Ai Cập nơi cô nhanh chóng khám phá ra Scion thứ ba và phải đối mặt với Larson lần cuối. Trong khi đang rời khỏi ngôi mộ, Lara gặp Natla và tay sai của bà ta, người đã lấy cắp 3 di vật từ cô ấy và suýt giết cô. Lara trốn thoát và lần theo dấu vết của họ đến một hòn đảo xa xôi, nơi mà các cuộc khai mỏ của công ty Natla Technologies vừa phơi bày một phần đại kim tự tháp của Atlantis. Sau khi vượt qua nhiều khu mỏ, Lara đi đến trái tim của kim tự tháp, nơi mà 3 mảnh Scions được nối lại hình thành một nguồn năng lượng. Trong đoạn phim kể loại, Natla đã là người cai trị thứ ba của Atlantis và bà ta đã phản bội những người cùng cai bằng cách lạm dụng sức mạnh của tấm bùa Scion cho những kỹ thuật di truyền. Như là một sự trừng phạt, bà ta bị giam ở một xà lim đóng kín bởi Qualopec và Tihocan, và được chôn ở dưới mặt đất. Sức mạnh thoát ra từ kim tự tháp và Scion gây nên tai họa rất lớn và là nguyên nhân chính hủy hoại nền văn minh một thời hùng mạnh và tiến bộ này. Cuối cùng (tương tự như Đảo Phục Sinh) những người sống sót đánh mất hết kiến thức và sức mạnh của họ và họ bắt đầu xây dựng lại từ đầu một cách chậm chạp. Hàng thế kỉ trôi qua Natla tỉnh dậy khi xà lim được hiện ra bởi một trận động đất. Cùng với sự gian trá và kiến thức, bà ta nhanh chóng trở nên giàu có và quyền lực đến không thể tin nổi trên khắp thế giới.
Sau khi phục hồi lại sức mạnh của các cổ vật, Natla cố gắng tái tạo sức mạnh trước đó của bà ta với một đội quân người đột biến. Tuy nhiên Lara thành công trong việc phá hủy Scion và giết Natla. Kim tự tháp bị phá hủy cùng với những người đột biến và tàn tích của nền văn minh Atlantis.

### Địa điểm
Trước khi bắt đầu trò chơi, người chơi có thể chọn hoàn tất khóa huấn luyện ở nhà Lara. Phần giúp đỡ này được thiết kế để đưa người chơi làm quen với những điều cơ bản của game bao gồm kĩ thuật nhảy và leo trèo trên 10 cái thùng. Phần chơi theo câu chuyện bắt đầu với một chuỗi ký tự, sau khi người chơi chơi màn đầu ở Peru. Xuyên suốt trò chơi, Lara du hành khắp Trái Đất trong việc tìm kiếm 3 cổ vật ở 4 địa điểm khác nhau:
- Peru (4 màn): Trò chơi bắt đầu ở những dãy núi ở Peru, nơi người chơi khám phá lối vào thành phố bị mất của Vilcabamba. Nằm sâu thẳm trong những rặng núi gần Vilcabamba, Lara tìm thấy ngôi mộ cổ của Qualopec. Hành động diễn ra trong thung lũng và những lăng mộ xung quanh thành phố Inca
- Hy Lạp (5 màn): Lara bắt đầu ở Hy Lạp bên trong một tu viện cổ của thánh Francis, nơi được xây tựa vào bờ ngọn núi được chôn giấu hàng tầng hàng lớp của nền văn minh, cảm nhận về thời vàng kim của Ai Cập và La Mã Cổ Đại.
- Ai Cập (3 màn): Ở Ai Cập, trong một hẻm núi bí mật gần thung lũng các vị vua, Lara khám phá ra một kim tự tháp và một nhân sư được chôn ở một nơi gọi là điện thờ của Scion.
- Atlantis (3 màn): Phần cuối cùng diễn ra ở một hòn đảo hẻo lánh trong một khu vực chưa xác định, nơi các cuộc khai mỏ của công ty Natla Technologies hoàn toàn làm lộ ra đại kim tự tháp của Atlantis. Đây là nơi điều bí ẩn bị phá vỡ.